# Grzegorz Rejchtman
Grzegorz Rejchtman (geboren 1970) ist ein in Polen geborener schwedischer Spieleautor, der vor allem für die Entwicklung des Spiels Ubongo sowie zahlreicher Ableger des Spiels bekannt wurde. Das Spiel wurde unter anderem mit dem schwedischen Spielepreis Årets spel 2003 und dem Österreichischen Spielepreis als „Spiele Hit (Spiele für Familien)“ ausgezeichnet.

## Biografie

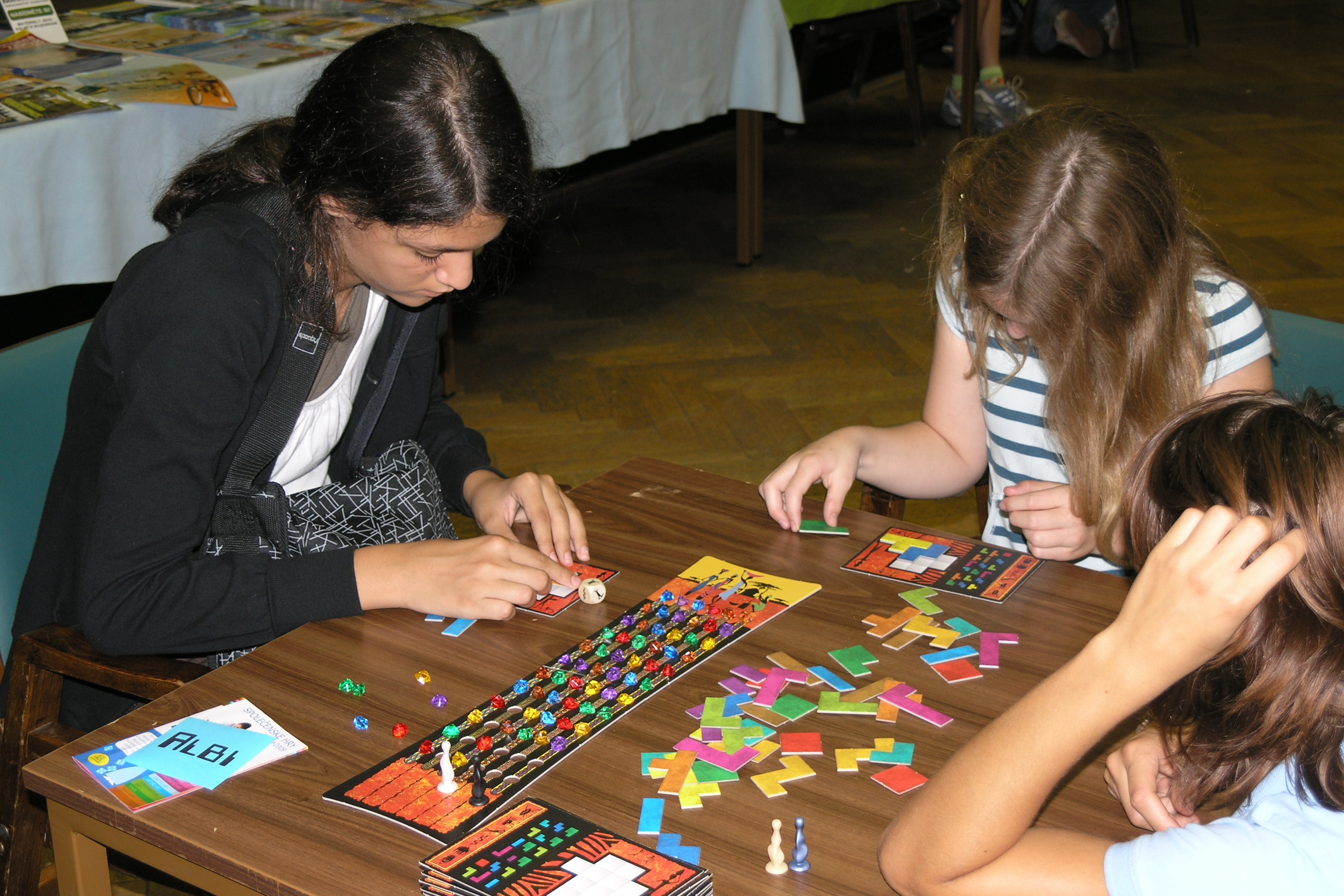
Nachdenken beim Ubongo

Grzegorz Rejchtman wurde 1970 in Polen geboren, lebt und arbeitet jedoch in Schweden. Ende der 1990er Jahre begann er damit, Spiele zu entwickeln und zu veröffentlichen. 2003 erschien bei Kosmos Spiele mit Ubongo sein bis heute erfolgreichstes Spiel und wurde im gleichen Jahr mit dem schwedischen Spielepreis Årets spel 2003 und dem Österreichischen Spielepreis als „Spiele Hit (Spiele für Familien)“ ausgezeichnet, zudem wurde es beim International Gamers Award nominiert und beim Deutschen Spielepreis auf den vierten Rang gewählt. In den Folgejahren wandelte Rejchtman das Spielprinzip von Ubongo in zahlreichen Varianten ab und entwickelte daneben weitere Spiele. In Schweden gewann er zudem für Speculation und für Absolut överens jeweils den Årets spel.

## Ludographie (Auswahl)
- 1998: Go Wild (Wizards of the Coast)
- 1999: Pi mal Daumen (Kosmos Spiele)
- 2000: Kuddelmuddel (Klee Spiele)
- 2002: Moderne Zeiten (Jumbo Spiele)
- 2003: Speculation (Alga)
- 2003: Ubongo (Kosmos Spiele)
- 2004: Absolut överens (Användbart Litet Företag)
- 2006: Zoo ver-rückt (Amigo)
- 2006: Vinna eller försvinna (Användbart Litet Företag)
- 2006: Crystal Code (Tactic)
- 2007: Ubongo Mini / Ubongo Mitbringspiel (Kosmos Spiele)
- 2007: Ubongo extrem (Kosmos Spiele)
- 2008: Ubongo: Das Duell (Kosmos Spiele)
- 2008: Code Omega (Schmidt Spiele)
- 2008: Batavia (Queen Games; abgeleitet von Moderne Zeiten)
- 2009: Ubongo 3-D (Kosmos Spiele)
- 2010: Ubongo: Die Erweiterung für 5-6 Spieler (Kosmos Spiele)
- 2011: Ubongo: Das Kartenspiel (Kosmos Spiele)
- 2012: Ubongo Trigo (Kosmos Spiele)
- 2012: Ubongo Junior (Kosmos Spiele)
- 2012: Stack-A-Biddi (Game Factory)
- 2012: Amber Road (Mindtwister AB)
- 2013: Ubongo: Das Kartenspiel (Kosmos Spiele)
- 2014: Guinness World Records: Das Spiel (Kosmos Spiele)
- 2014: Guinness World Records: Das Miniquiz (Kosmos Spiele)
- 2015: Ubongo: Star Wars – Das Erwachen der Macht (Kosmos Spiele)
- 2016: Ubongo Junior Mitbringspiel (Kosmos Spiele)
- 2017: Ubongo Junior 3-D (Kosmos Spiele)
- 2019: Ubongo: 3-D Family (Kosmos Spiele)
- 2019: Youandi (Kärnan)
- 2019: Tuki (Next Move Games)
- 2019: Karibiens guld (Kärnan)
- 2020: Papua (Egmont Polska)
- 2021: Ubongo Lines (Egmont Polska)
- 2022: Nowa Gwinea (Egmont Polska)

## Auszeichnungen
- Schwedischer Spielepreis Årets spel:
  - Ubongo: Sieger Best Adult Game 2002
  - Speculation: Sieger Best Adult Game 2002
  - Absolut överens: Sieger 2004
- Österreichischen Spielepreis
  - Ubongo: „Spiele Hit (Spiele für Familien)“ 2005
- International Gamers Award
  - Ubongo: Finalist 2005
- Deutscher Spielepreis
  - Ubongo: Rang 4, 2005
- Juego del Año:
  - Ubongo: Nominierung 2008
- Japan Boardgame Prize
  - Ubongo: Rang 6, 2005
  - Ubongo Mini: Rang 9, 2007
  - Ubongo 3D: Rang 8, 2010